# Mezné
Mezné je malá vesnice, část obce Jesenice v okrese Příbram ve Středočeském kraji. Nachází se asi jeden kilometr severozápadně od Jesenice. Je zde evidováno 18 adres. V roce 2011 zde trvale žilo 37 obyvatel.
Mezné (dříve Vysoká u Kosovy Hory I) je také název katastrálního území o rozloze 2,83 km². V katastrálním území Mezné leží i Hulín.

## Historie
První písemná zmínka o vesnici pochází z roku 1541.

## Obyvatelstvo
| Rok            | 1869 | 1880 | 1890 | 1900 | 1910 | 1921 | 1930 | 1950 | 1961 | 1970 | 1980 | 1991 | 2001 | 2011 | 2021 |
| -------------- | ---- | ---- | ---- | ---- | ---- | ---- | ---- | ---- | ---- | ---- | ---- | ---- | ---- | ---- | ---- |
| Počet obyvatel | 99   | 83   | 96   | 90   | 94   | 94   | 89   | 62   | 62   | 51   | 34   | 36   | 37   | 37   | 42   |
| Počet domů     | 12   | 13   | 13   | 14   | 15   | 15   | 15   | 15   | 15   | 15   | 12   | 17   | 18   | 17   | 18   |

## Obecní správa
Při sčítání lidu v letech 1850–1909 Mezné bylo osadou obce Kosova Hora v okrese Sedlčany. V letech 1910–1975 bylo osadou obce Vysoká, se kterým patřilo nejprve do okresu Sedlčany, ale od roku 1960 v okrese Příbram. Od 1. července 1975 je částí obce Jesenice v okrese Příbram.